# Lester (Iowa)
Lester è un comune degli Stati Uniti d'America, situato nello Stato dell'Iowa, nella contea di Lyon.